# Sieglar
Sieglar è uno dei dodici quartieri di Troisdorf, nel circondario del Reno-Sieg, nel Bundesland della Renania Settentrionale-Vestfalia. Ha una popolazione (2010) di 8 825 abitanti.

## Storia

### Gli avvenimenti storici
I più vecchi insediamenti dell'odierno centro abitato di Troisdorf sono Eschmar e Sieglar, di cui troviamo menzione nelle documentazioni ufficiali sin dall'anno 832. Dall'anno 1816 esiste a Sieglar una fonderia di campane. Prima del 1969 Sieglar fu un comune autonomo, ma il 1º agosto 1969, in seguito alla riforma comunale, il comune di Troisdorf inglobò sotto la sua sfera di competenza i centri abitati di Bergheim, Eschmar, Kriegsdorf, Müllekoven, Oberlar, Sieglar e Spich.

### La chiesa neogotica di San Giovanni
La costruzione della chiesa di San Giovanni a Sieglar iniziò intorno all'832. La prima chiesa era probabilmente un predecessore di una successiva chiesa romanica, la cui torre (intorno al 1150) si erge ancora oggi. All'interno del campanile era ancora esistente il fonte battesimale del XII secolo. Nel 1902 la chiesa ricevette un transetto neogotico con coro. La chiesa parrocchiale è stata restaurata dal 1974 al 1979.

### Tempo del nazionalsocialismo
Fonti storiche riferiscono che la presa del potere da parte dei nazionalsocialisti a Sieglar nel 1933 fu particolarmente violenta. Perché i cittadini di Sieglar avevano votato solo il 25% per il NSDAP nelle elezioni del Reichstag del 5 marzo 1933. Il Partito di Centro Tedesco di orientamento cattolico aveva vinto le elezioni con il 49,9% dei voti. Nelle elezioni successive, che ebbero luogo 8 giorni dopo, il 12 marzo 1933, la quota di voti del NSDAP salì al 51,5% dei voti, mentre il Partito di Centro scese al 29,3% dei voti. Nel frattempo, i teppisti delle SA e delle SS avevano avviato la brutale persecuzione di tutti gli oppositori politici. Questi eventi furono commentati criticamente solo dal parroco dell'epoca, Franz Boehm, nel suo giornale della chiesa.
Il periodo del nazionalsocialismo iniziò il 12 marzo 1933 a Sieglar e terminò con le esperienze al fronte nella primavera del 1945, che portarono a gravi distruzioni della città.

## Monumenti e luoghi d'interesse

### Immagini della chiesa di San Giovanni

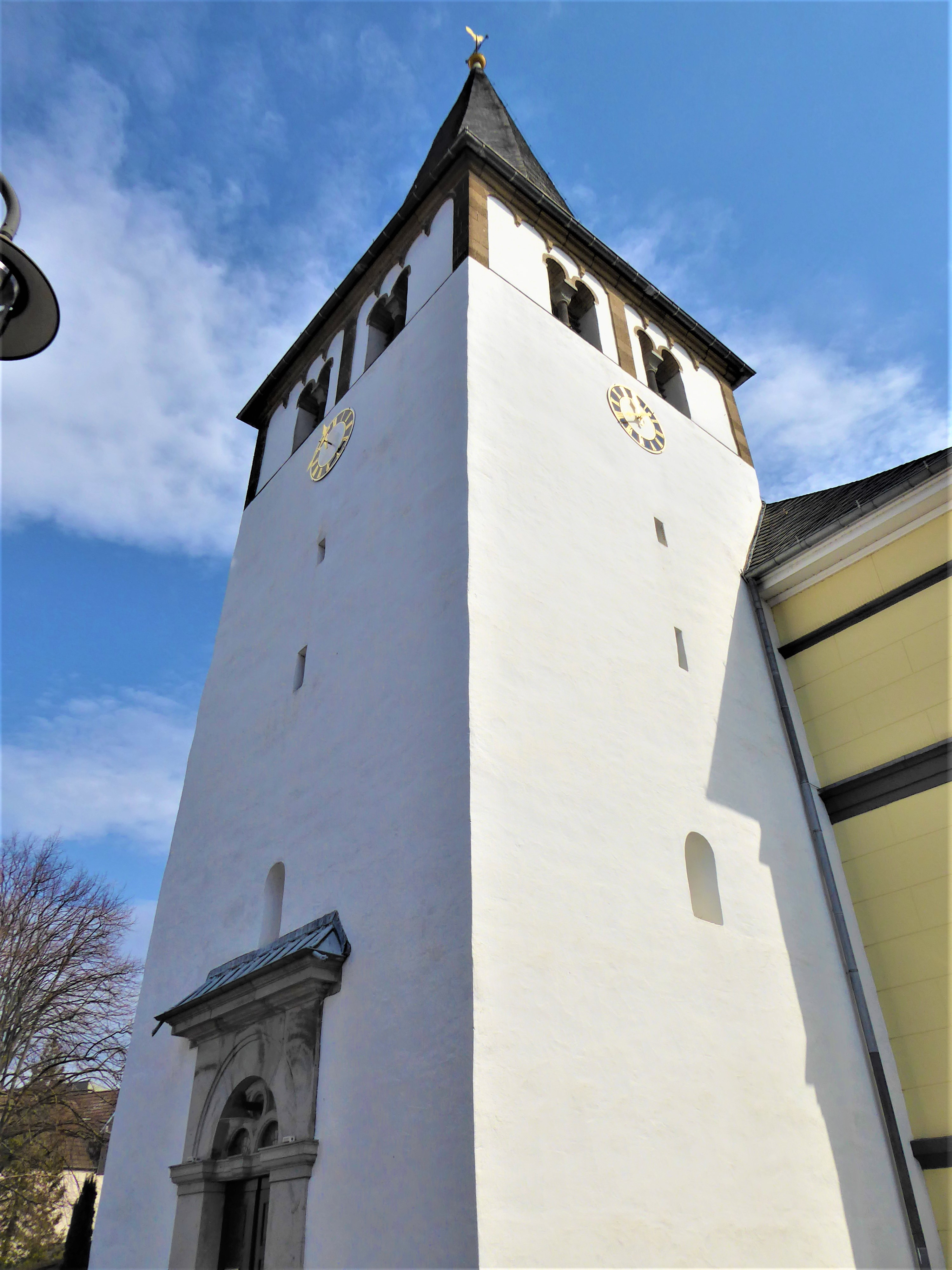
Campanile della chiesa
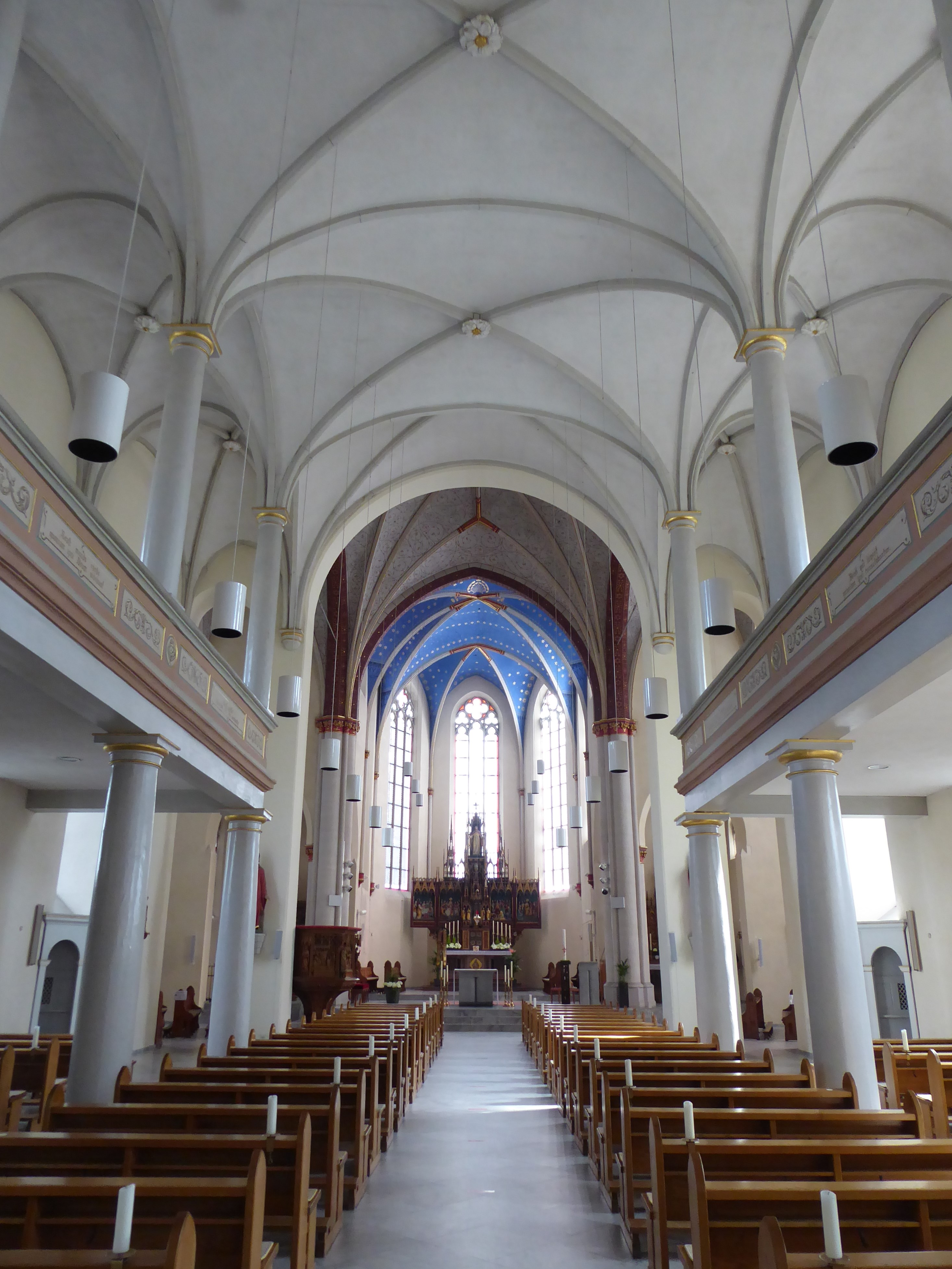
Transetto
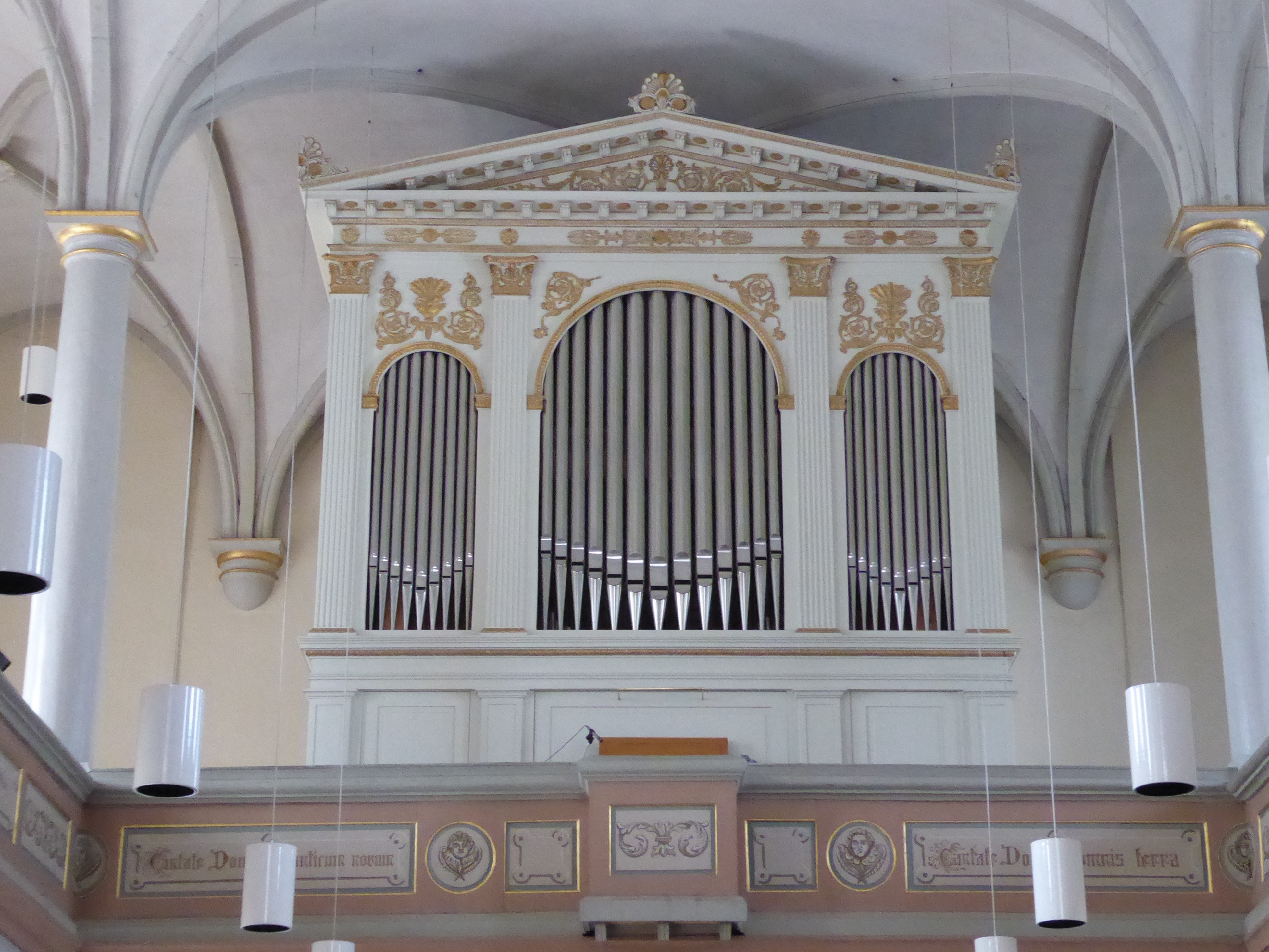
Galleria dell'organo
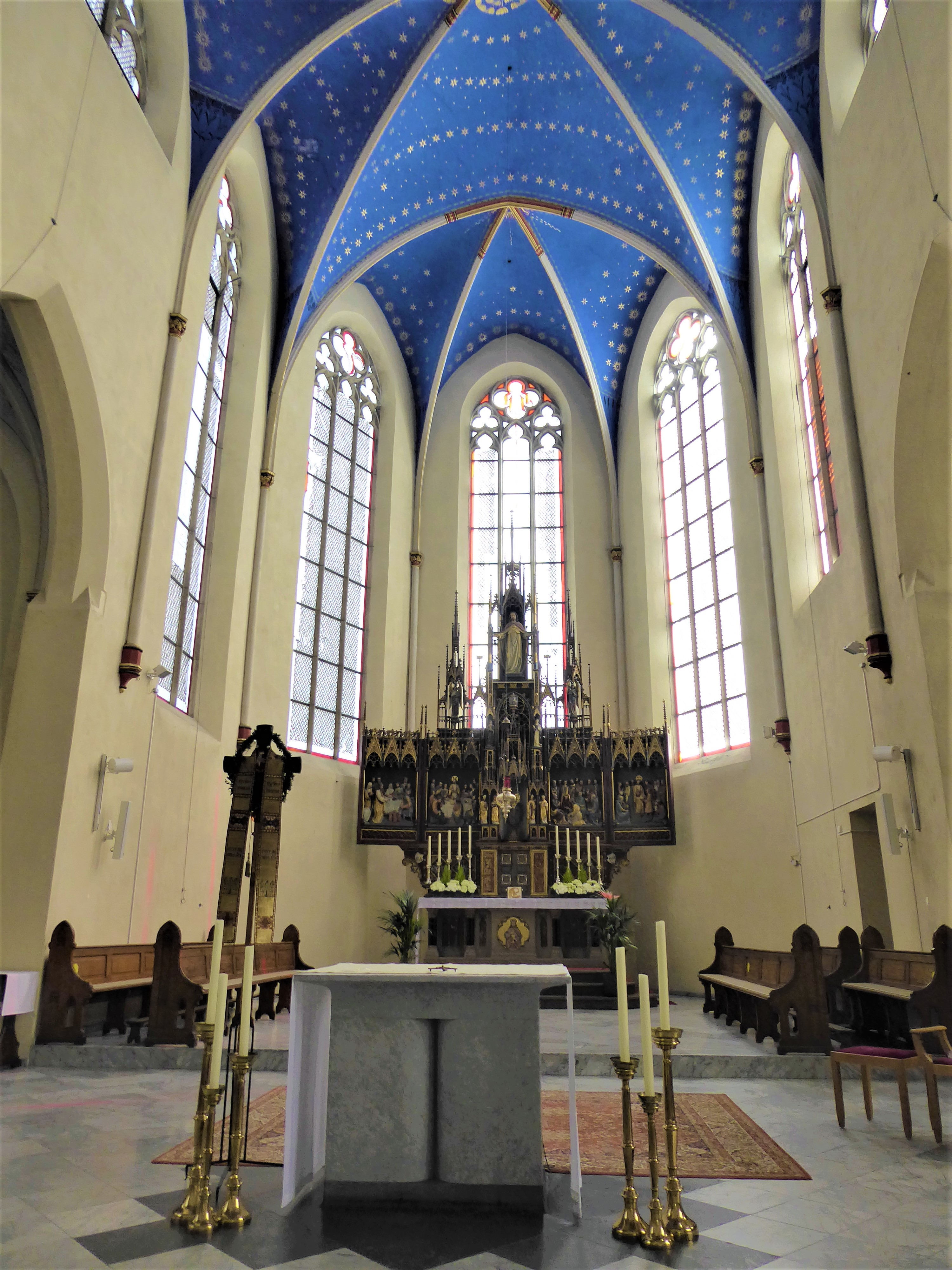
Sala del coro
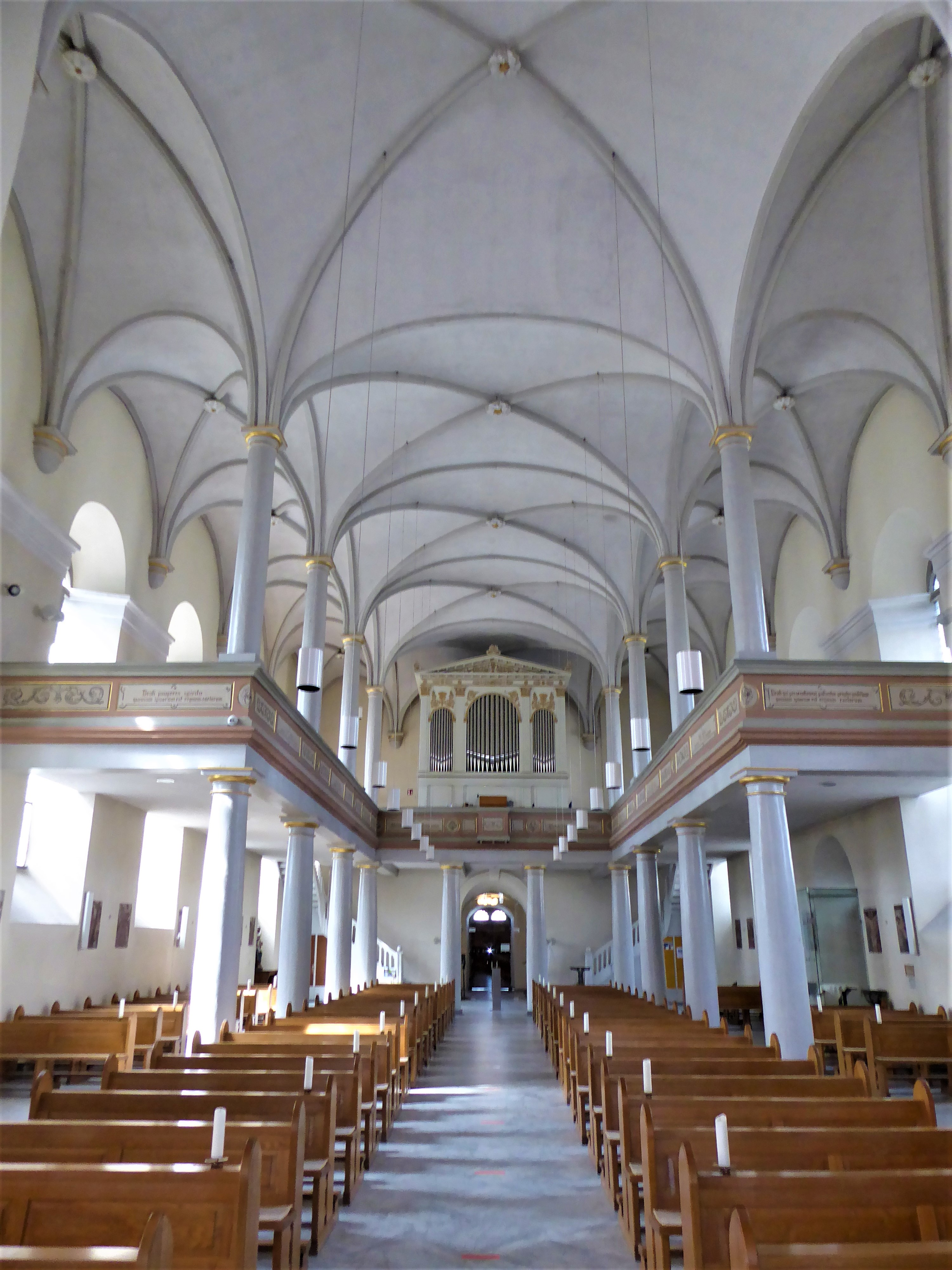
Ingresso della chiesa
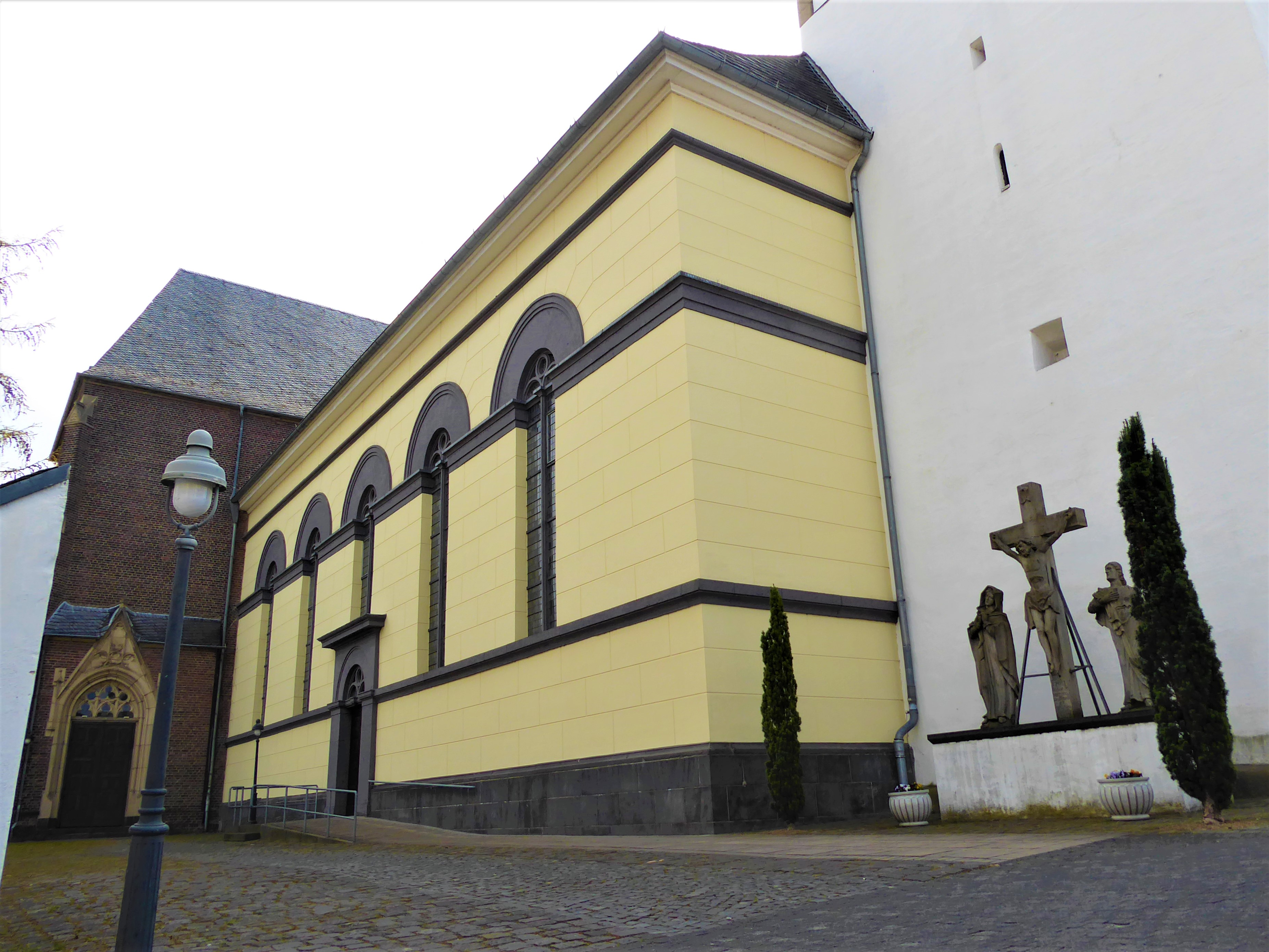
Vista frontale
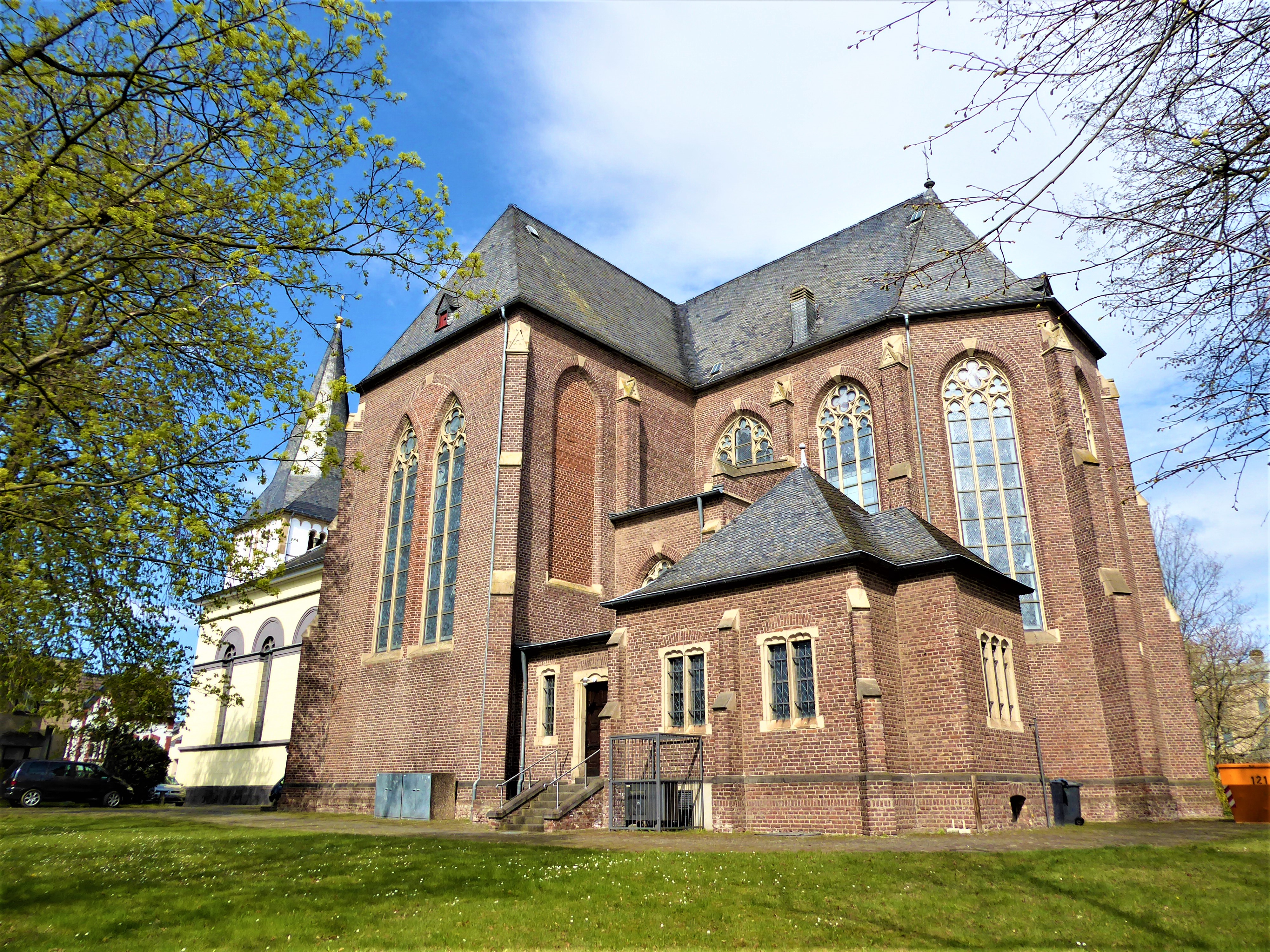
Vista posteriore

### Immagini di edifici storici

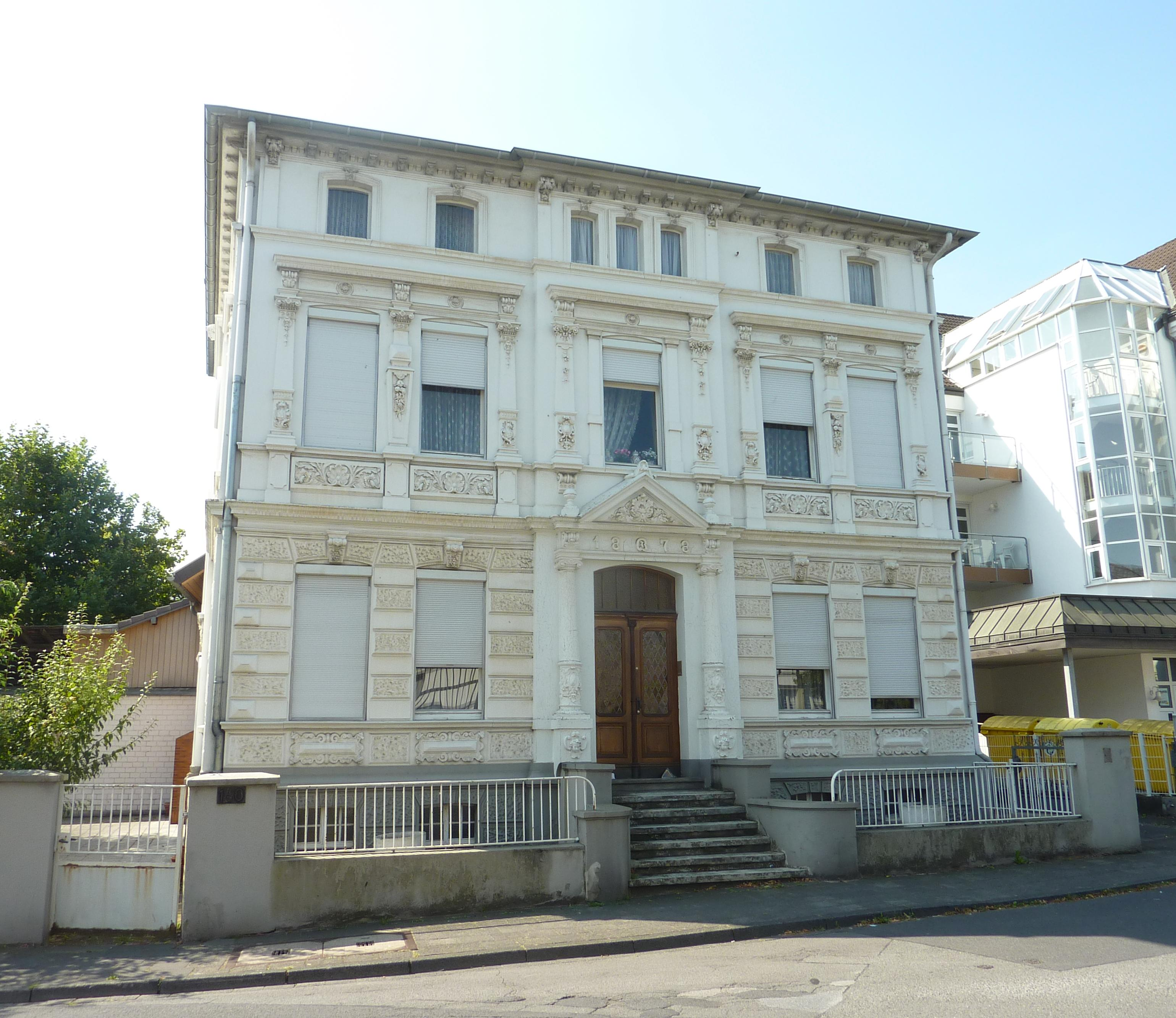
Casa costruita nel 1878
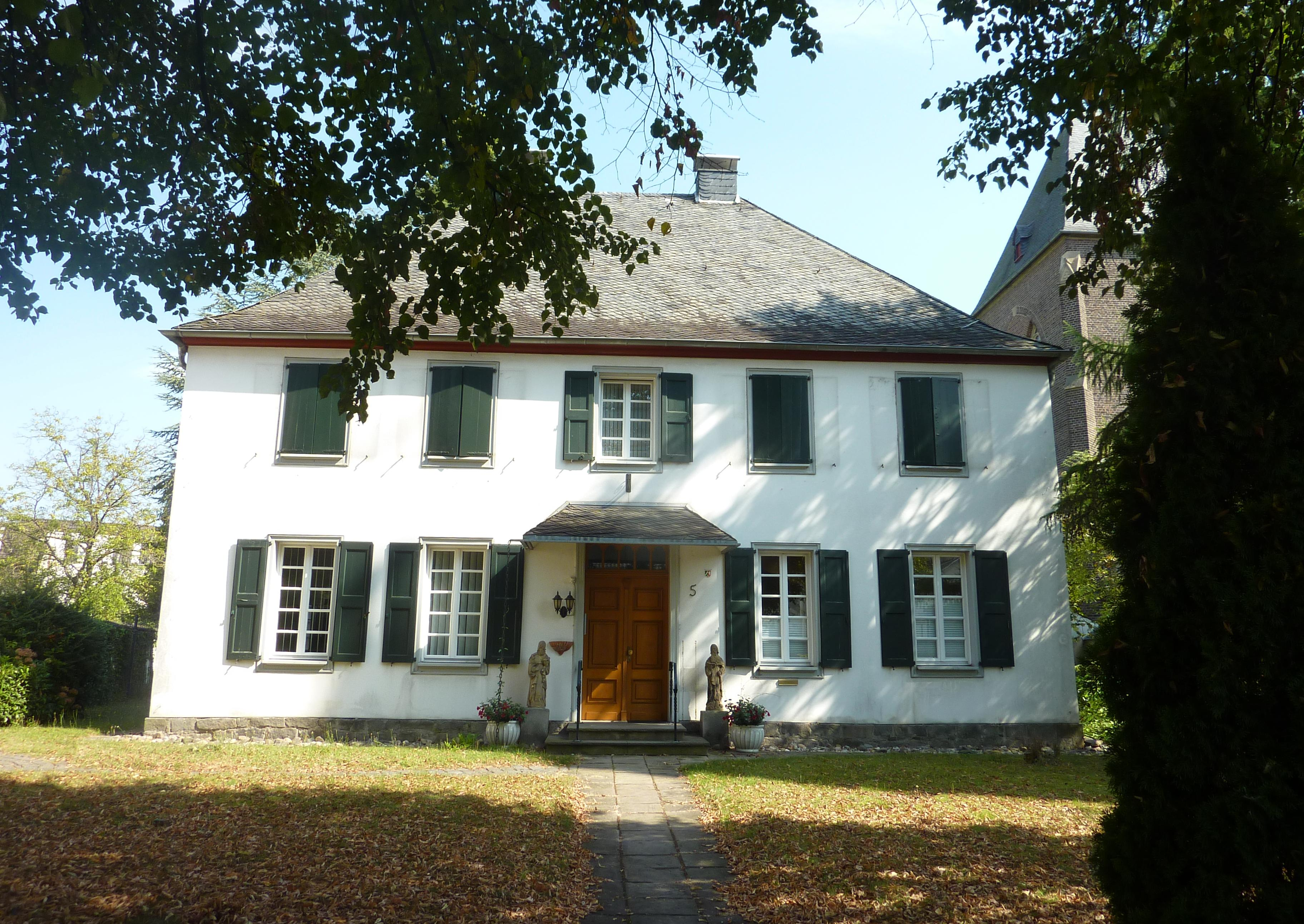
Casa parrocchiale, classicista 1828
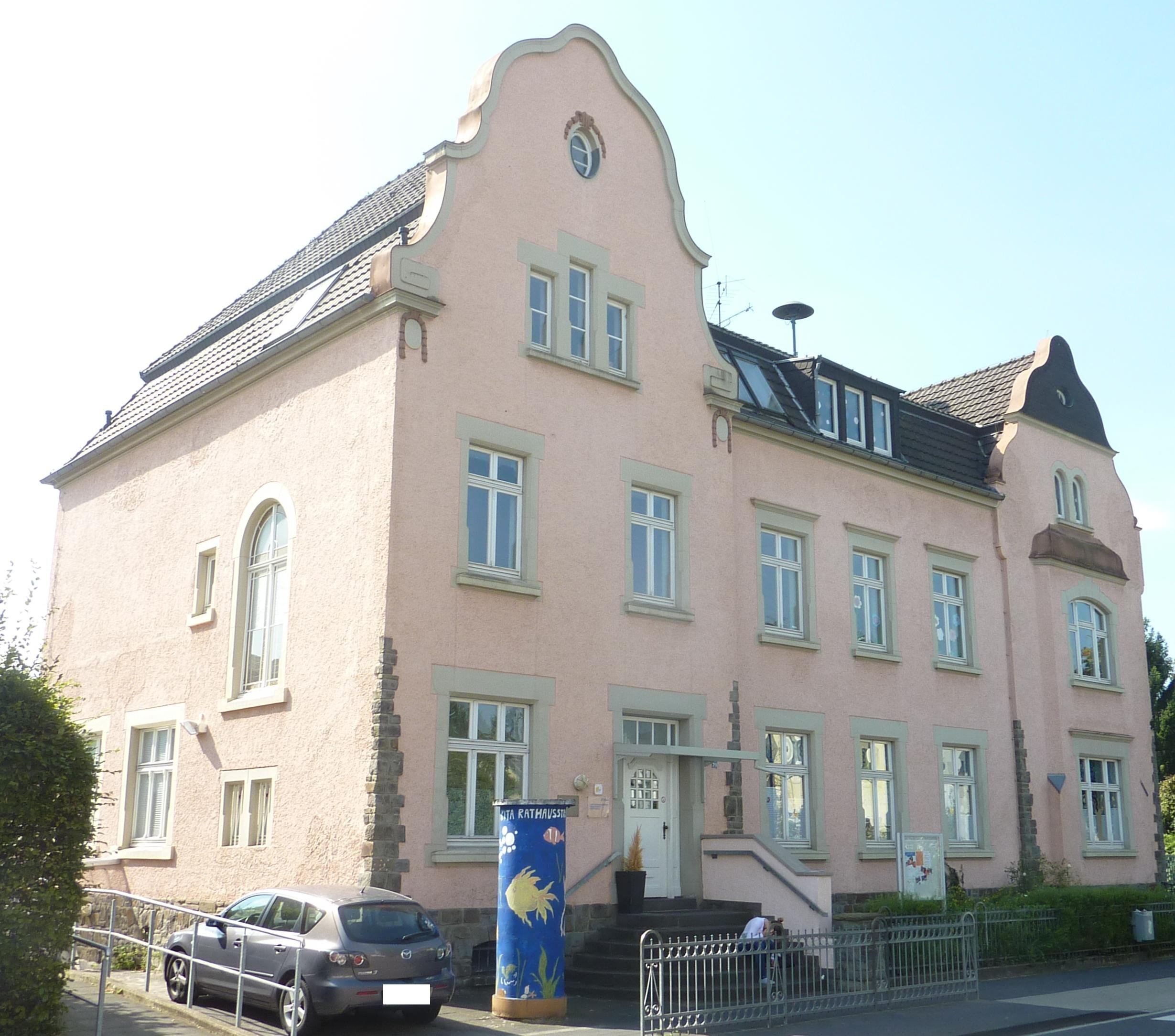
Ex municipio, costruito nel 1908/1909
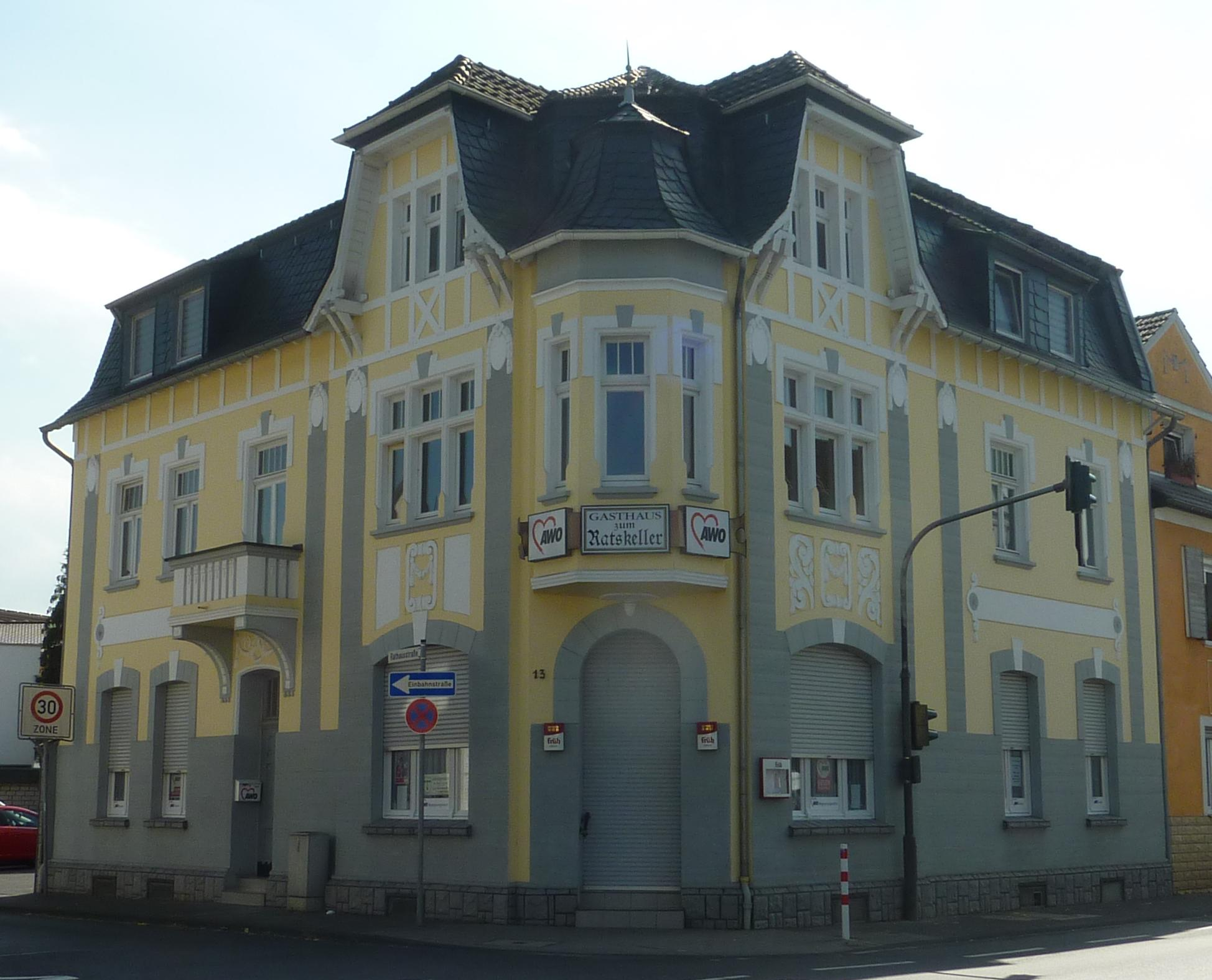
Edificio commerciale (fine '800)
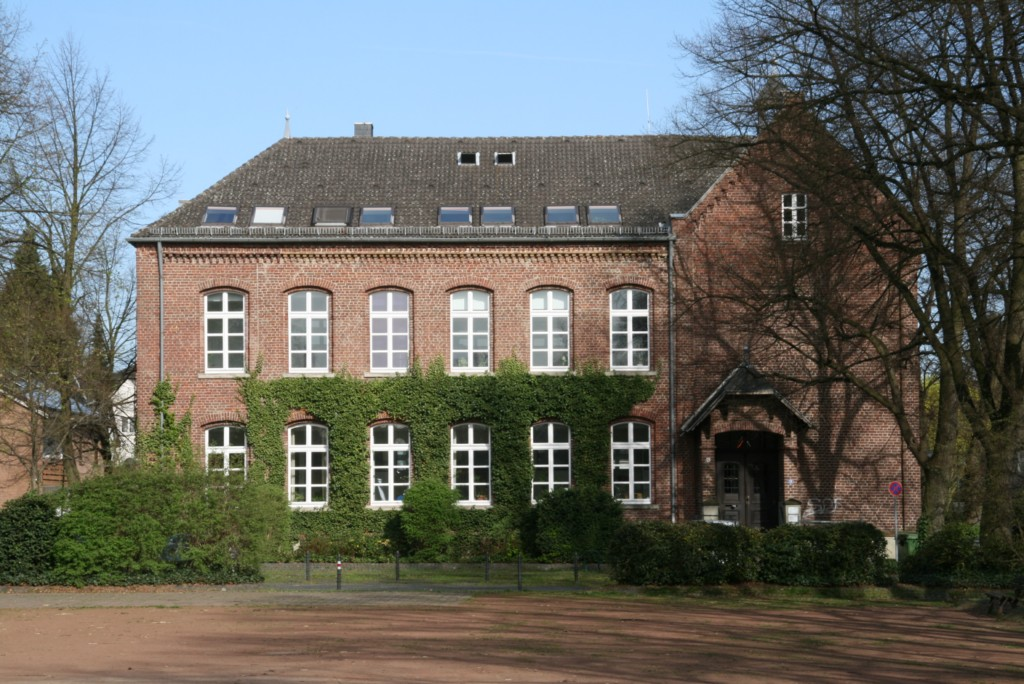
Vecchia scuola (monumento)
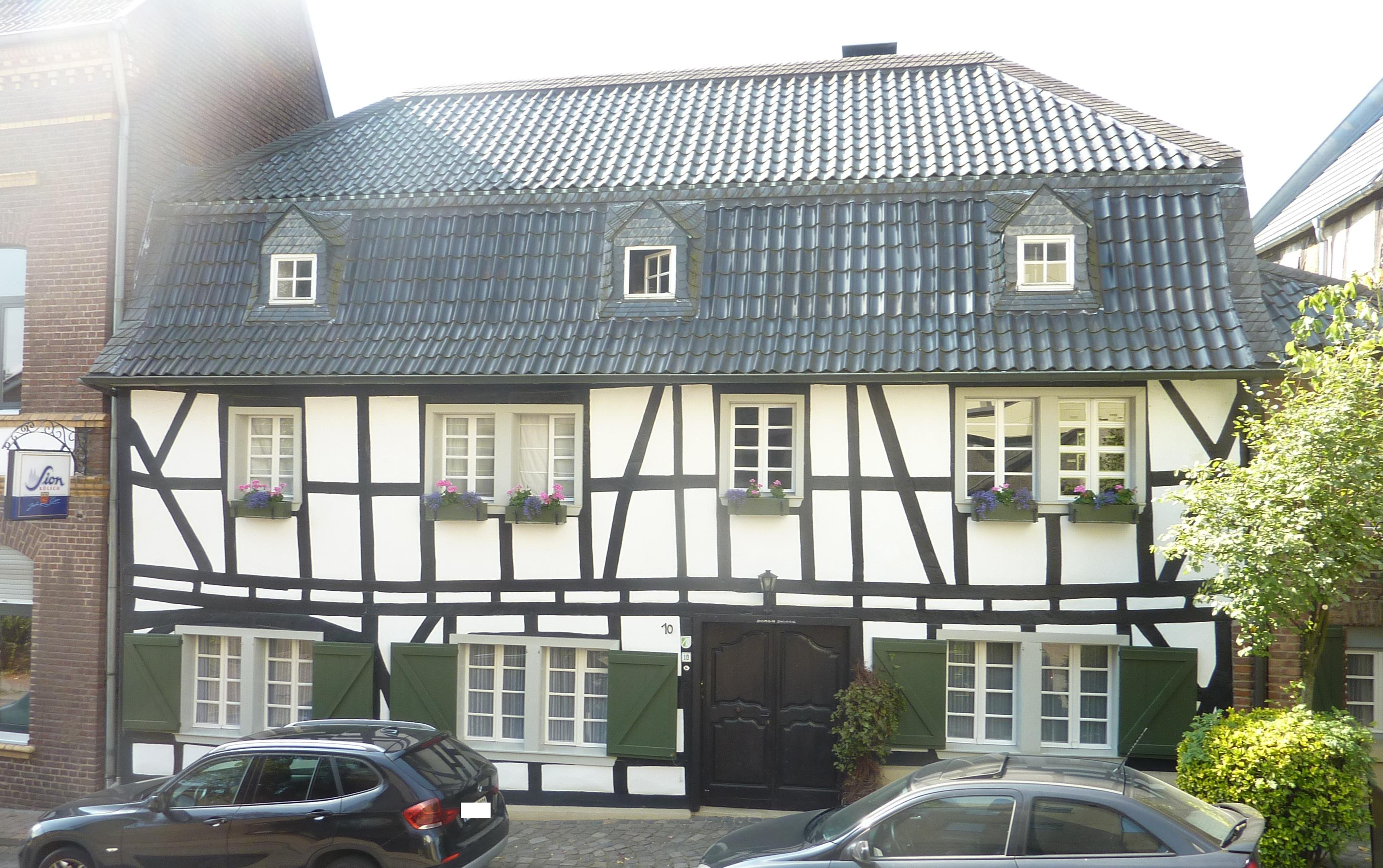
Casa a graticcio, XVII/XVIII secolo
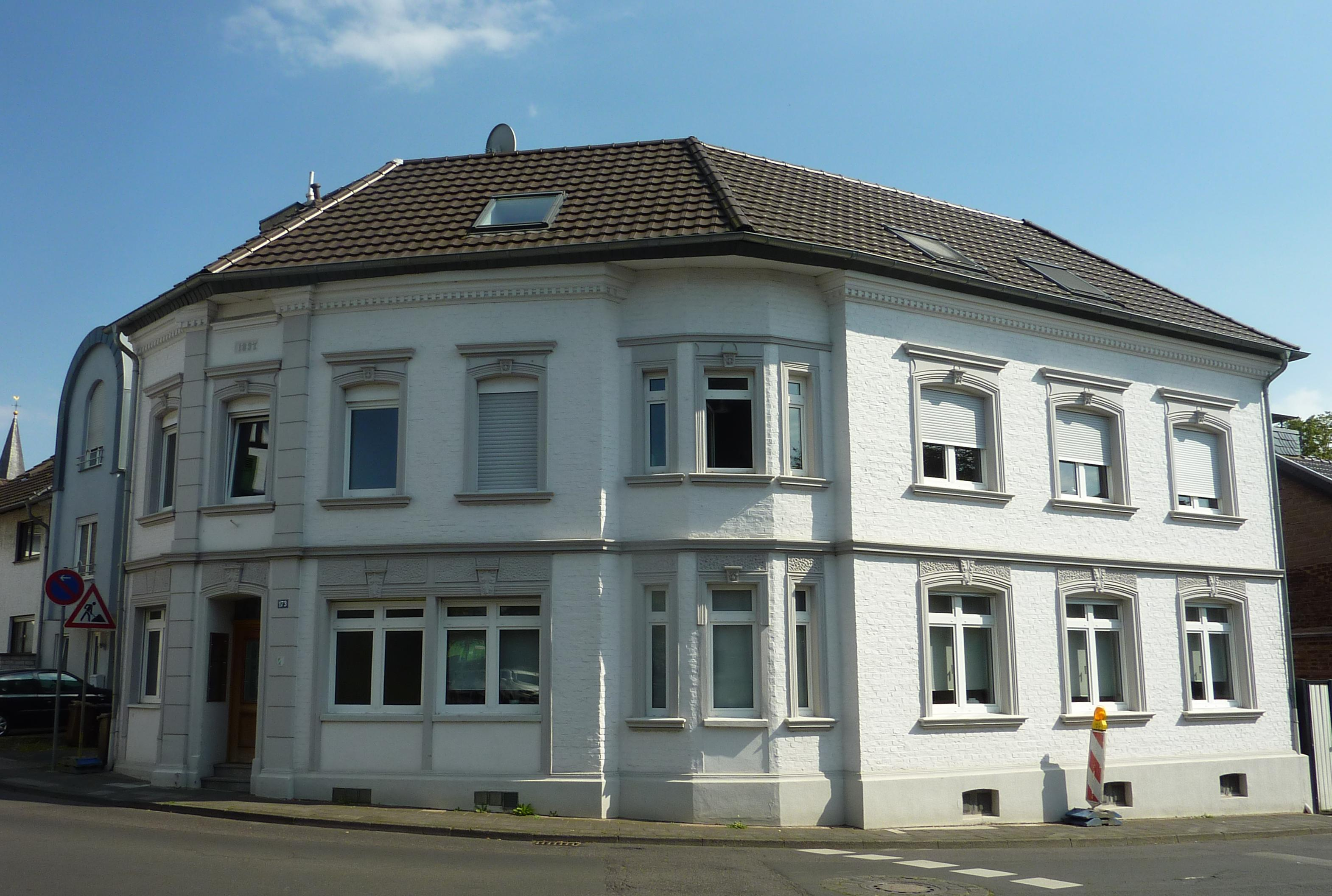
Casa costruita nel 1897

## Società
Ancora oggi Sieglar detiene la sua indipendenza e gli abitanti sono chiamati "Sieglarer" (abitante di Sieglar) anziché "Troisdorfer" (abitante di Troisdorf).
A Sieglar si può trovare tutto ciò di cui si ha bisogno: parchi giochi, scuole dell'infanzia, scuole elementari, ginnasi e scuole superiori di diverso indirizzo. Troviamo anche un ospedale, due chiese (evangelica e cattolica), un centro anziani, un centro per lungodegenti, la caserma dei vigili del fuoco della città, la biblioteca comunale, il vecchio municipio.
Nel centro del paese si trova la piazza del mercato.

## Cultura

### Istruzione
A Sieglar troviamo diversi istituti superiori: la Scuola Geschwister-Scholl, il liceo Scientifico Korczak e il Ginnasio Heinrich Böll. Insieme formano il Centro di Formazione di secondo Livello (Sekundarstufenzentrum).
A tale complesso scolastico si affianca lÍstituto Professionale del Rhein-Sieg-Kreis (BKT), che offre diverse possibilità per quanto riguarda gli indirizzi di studio, per lo più tecnici e sociali.